# Hidetoyo Watanabe
Hidetoyo Watanabe (født 19. januar 1971) er en tidligere japansk fodboldspiller.
Han har spillet for flere forskellige klubber i sin karriere, herunder Montedio Yamagata og Omiya Ardija.